# 迪翁-奥林波斯
迪翁-奥林波斯（希臘語：Δίον-Όλυμπος）是希腊中马其顿大区皮埃里亚专区的市镇，行政中心为利托霍罗镇。市镇面积为495.3平方公里，2021年人口数量为23,955人。
此市镇设立于2011年地方政府改革中，由原3个市镇合并而成，原市镇则成为此市镇的3个市区。